# Брандан, Освалдо
Осва́лдо Аугу́сто Бранда́н (порт. Osvaldo Agusto Brandão; 18 сентября 1916, Такуара, Риу-Гранди-ду-Сул — 29 июля 1989, Сан-Паулу) — бразильский футбольный тренер. Единственный тренер в истории футбола, выигравший титул чемпиона штата Сан-Паулу с тремя разными командами. Именем Брандана назван специальный трофей, первый розыгрыш которого впервые прошёл в 2009 году.

## Биография
Освалдо Брандан выступал за «Интернасьонал». А затем с 1942 по 1946 год «Палмейрас». С этим клубом он выиграл два чемпионата штата Сан-Паулу. Проведя за клуб 34 матча и забив три гола, Брандан был вынужден завершить игровую карьеру из-за травмы. В 1945 году, ещё будучи действующим футболистом, Брандан временно заменил на посту главного тренера Армандо Дел Деббио, уволенного из клуба.
В 1947 году он начал тренерскую карьеру, возглавив на два сезона «Палмейрас». Этот период в карьере тренера вылился в конфликты: Освалдо вывел из стартового состава лидеров клуба Ога Морейру и Лиму. Затем он обвинил Лиму, что тот «сдал» матч «Коринтиансу», который прошёл накануне. А Морейру, не вышедшего на поле, Брандан назвал посредником в этой сделке. Освалдо не смог доказать факт умысла, но потребовал убрать игроков из состава команды, что и было сделано. Затем Брандан работал в «Сантосе», который привёл к выигрышу чемпионата штата и клубе «Португеза Деспортос», с которой дважды побеждал в турнире Рио-Сан-Паулу. Затем стал главным тренером «Коринтианса», в первом же сезоне сделав с клубом «дубль» — победа в чемпионате штата и турнире Рио-Сан-Паулу, при этом в финале первенства штата был обыгран бывший клуб Освалдо, «Палмейрас».
С 1955 по 1956 год Брандан работал в сборной Бразилии. Он привёл её к выигрышу Кубка Освалдо Круза, однако на двух чемпионатах Южной Америки не смог добиться выигрыша первого места. С 1958 по 1960 год Брандан во второй раз работал в «Палмейрасе» и в 1959 году привёл клуб к победе в первенстве штата. После чего уехал в Аргентину, в клуб «Индепендьенте», где провёл два сезона. Затем год работал в клубе «Сан-Паулу», а потом в «Коринтиансе» и вновь в «Индепендьенте», который сделал чемпионом Аргентины.
Затем он работал в «Коринтиансе», уругвайском «Пеньяроле» и «Сан-Паулу», с которым выиграл чемпионат штата. После чего вернулся в «Палмейрас», где проработал 4 года. Этот период был очень плодовитым для тренера: он выиграл два чемпионата Бразилии и два чемпионата штата. Последний титул был связан с интересным эпизодом: после поражения от «Гуарани» Брандан заперся команду в раздевалке и долго объяснял, что всё теперь зависит только от их игроков; клуб выиграл все оставшиеся матчи первенства. После чего во второй раз возглавил сборную, приведя её к выигрышу Кубка Рока и Кубка Атлантики.
В 1977 году президент «Коринтианса», Висенте Матеус, пригласил Брандана к себе в клуб, на что тот ответил согласием. Тренер привёл команду к выигрышу чемпионата штата впервые за 23 года. Затем Брандан работал в «Палмейрасе», вновь «Коринтиансе» и «Крузейро», с которым выиграл свой последний трофей — чемпиона штата Минас-Жерайс.

## Достижения

### Как игрок
- Чемпион штата Сан-Паулу: 1942, 1944

### Как тренер
- Чемпион штата Сан-Паулу: 1950, 1954, 1959, 1971, 1972, 1974, 1977
- Победитель турнира Рио-Сан-Паулу: 1951, 1953, 1954
- Обладатель Кубка Освалдо Круза: 1955
- Обладатель Кубка Бразилии: 1960
- Чемпион Аргентины: 1967
- Чемпион Бразилии: 1972, 1973
- Обладатель Кубка Рока: 1976
- Обладатель Кубка Атлантики: 1976
- Чемпион штата Минас-Жерайс: 1984